# دیوید متینگلی (باستان‌شناس)
دیوید متینگلی (انگلیسی: David Mattingly; ۱۸ مهٔ ۱۹۵۸ – ) انسان‌شناس، باستان‌شناس، و استاد دانشگاه اهل بریتانیا بود.
وی همچنین برندهٔ جوایزی همچون عضو آکادمی بریتانیا شده‌است.